# Strannye Igri
Strannye Igri (en russe : Странные игры)  est un groupe de rock soviétique des années 1980.
Il est influencé par le ska et la poésie surréaliste française.
Strannye Igri a réalisé deux albums studio, Métamorphoses (1983) et Regarde les deux (1986) ; le second sans Davydov, qui quitte le groupe en avril 1984 et meurt deux mois plus tard d'une crise cardiaque. Peu de temps après le second album, le groupe se sépare.
En 1986, avec Aquarium, Alissa et Kino, Strannye Igri est présent sur l'album historique Red Wave qui sort aux États-Unis signant l'entrée du rock soviétique sur la scène internationale.

## Discographie

### Albums
- Métamorphoses (Метаморфозы), 1983.
- Regarde les deux (Смотри в оба), 1986.

### Compilation
- Red Wave, 1986.